# Psychotria dasyophthalma
Psychotria dasyophthalma är en måreväxtart som beskrevs av August Heinrich Rudolf Grisebach. Psychotria dasyophthalma ingår i släktet Psychotria och familjen måreväxter. Inga underarter finns listade i Catalogue of Life.